# Noëlle Loriot
Pour les articles homonymes, voir Loriot et Oriol.
Noëlle Loriot (née le 6 août 1922 à Paris où elle est morte le 21 juillet 2009,,) est une femme de lettres française.

## Biographie
Née le 6 août 1922, Noëlle Loriot mène de front plusieurs carrières : romancière à succès, journaliste (critique littéraire à L'Express), éditrice. Elle publie son premier roman, Eve, chez Grasset en 1959. Suivront  Les Grandes Personnes (1963) et  Un cri (1974), devenu à l'écran Docteur Françoise Gailland avec Annie Girardot, Thérèse Humbert (1983).
Sous le pseudonyme de Laurence Oriol, elle fait paraître des romans à suspense chez Denoël où, sous son vrai nom, elle fut directrice de la collection Sueurs froides ; puis chez Albin Michel. Avec L'Interne de service, elle obtient le Grand Prix de littérature policière en 1966. Selon  Claude Mesplède, « elle manifeste son goût pour le genre policier et se fait remarquer par la qualité de ses intrigues où domine le suspense. Ceci lui vaut, au cours des années 1960, le titre de "reine du roman policier français" ».
Autrice de deux biographies, elle a remporté le Prix des Maisons de la Presse en 1991.
Sa trilogie policière mettant en vedette le juge d'instruction Laurence Larrieu (composée de Prière d'insérer, L'Inculpé et Affaire de famille) a donné naissance à la série télévisée française Le juge est une femme.

## Œuvre

### Biographies
- Irène Joliot-Curie, avec la collaboration du Dr Yvonne Houdard-Koessler, Presses de la Renaissance, 1991, 303 p.  (ISBN 2-856-16587-7). Prix des Maisons de la Presse 1991 catégorie Documents. Rééd. Le livre de poche no 4321, 1992.
- Madeleine Renaud, Presses de la Renaissance, 1993, 280 p.  (ISBN 2-856-16670-9)

### Romans

#### Signés Noëlle Loriot
- Eve, Grasset, 1959, 180 p.  (ISBN 2-246-18811-3)
- Les Grandes Personnes, Grasset, 1962, 208 p.  (ISBN 2-246-13921-X)
- Un cri, Grasset, 1974, 256 p.  (ISBN 2-246-00122-6). Rééd. Le Livre de poche no 4831, 1976.
- Un père singulier, Robert Laffont, 1977, 220 p.  (ISBN 2-221-02966-6). Rééd. Le Livre de poche no 5231, 1979.
- Quand Bertrand était là, Albin Michel, 1985, 256 p.  (ISBN 2-226-02275-9)
- Le Serment d'Hippocrate, Albin Michel, 1989, 464 p.  (ISBN 2-226-03519-2). Rééd. Le livre de poche no 7310, 1991.
- Prière d'insérer, Albin Michel, coll. "Spécial Suspense", 1993, 245 p.  (ISBN 2-226-06543-1). Rééd. Le Livre de poche Thriller no 7665, 1996.
- L'Inculpé, Albin Michel, 1993, 273 p.  (ISBN 2-226-05694-7). Rééd. Le Livre de poche Thriller no 7624, 1994.
- Les Méchantes Dames, Julliard, 1995, 324 p.  (ISBN 2-260-01322-8)
- Affaire de famille, Éd. du Masque, 1997, 285 p.  (ISBN 2-702-47848-4). Rééd. Le Livre de poche Policier no 14640, 1999
- Véra, Albin Michel, 1999, 202 p.  (ISBN 2-226-10660-X)
- Meurtrière bourgeoisie, Albin Michel, coll. "Spécial Suspense", 2004, 336 p.  (ISBN 2-226-14175-8). Rééd. Le Livre de poche Policier no 35027, 2006.
- Souriez, on va vous tuer, Éd. du Rocher, coll. "Grands romans", 2006, 286 p.  (ISBN 2-268-05876-X)

#### Signés Laurence Oriol
- À cœur ouvert, Denoël, coll. "Crime-club" no 217, 1963
- La Chasse aux innocents, Denoël, coll. "Crime-club" no 238, 1965
- L'Interne de service, Denoël, coll. "Crime-club" no 240, 1965 (Grand prix de littérature policière 1966)
- Un meurtre ça fait grandir, Denoël, coll. "Crime-club" no 249, 1966
- On tue pour moins que cela, Denoël, coll. "Crime-club" no 260, 1968
- Le Cas de Renaud-Henstein, Denoël, coll. "Crime-club" no 274, 1970
- Un crime par jour, Denoël, coll. "Super Crime-club" no 285, 1971
- Mieux valait tuer, Denoël, coll. "Super Crime-club" no 303, 1972
- Trop jeune pour tuer, Denoël, coll. "Super Crime-club" no 327, 1973
- Ma jeunesse assassinée, Denoël, coll. "Sueurs froides", 1981, 242 p.  (ISBN 2-207-22714-6)
- Thérèse Humbert, Albin Michel, 1983, 264 p.  (ISBN 2-226-01915-4). Rééd. J'ai lu no 1838, 1985.
- Le tueur est parmi nous, Albin Michel, coll. "Spécial Suspense", 1983, 264 p.  (ISBN 2-226-01915-4)
- Le Domaine du Prince, Albin Michel, coll. "Spécial Suspense", 1990, 273 p.  (ISBN 2-226-03946-5). Rééd. Le livre de poche no 7593, 1992.

## Adaptations
- 1976 : Docteur Françoise Gailland, film français de Jean-Louis Bertuccelli, d'après le roman Un cri, avec Annie Girardot.
- 1993 : Le juge est une femme ou Florence Larrieu, le juge est une femme puis Alice Nevers, le juge est une femme, série télévisée française diffusée du 11 novembre 1993 jusqu'en 2022 sur TF1.

## Prix
- Grand prix de littérature policière 1966 pour L'Interne de service[6]
- Prix des Maisons de la Presse 1991 catégorie Documents

## Sources
- Maurice Périsset, Panorama du polar français contemporain, Paris, Éditions de l'Instant, 1986, 413 p. (ISBN 978-2-869-29038-9, OCLC 18316397), p. 163-165.
- Claude Mesplède (dir.), Dictionnaire des littératures policières, vol. 2 : J - Z, Nantes, Joseph K, coll. « Temps noir », 2007, 1086 p. (ISBN 978-2-910-68645-1, OCLC 315873361), p. 463-464.